# Gruppenkomposition
Gruppenkomposition ist eine Kompositionstechnik der seriellen Musik, die in den 1950er Jahren von Karlheinz Stockhausen eingeführt wurde.
Die Grundidee der seriellen Musik ist es, die relevanten Parameter musikalischer Noten (Tonhöhe, Tondauer, Lautstärke, Klangfarbe, Oktavlage) einer formal strengen, konstruktivistischen Organisation zu unterziehen, die an die Stelle von klassischen musikalischen Organisationsformen wie z. B. Melodik, Harmonik, Puls, Takt, Themen, Motiven tritt.
Die erste Ausprägung dieser Technik, die punktuelle Musik, stieß durch den Mangel an den Einzeltönen übergeordneter Strukturen schnell an ihre Grenzen. Der Ansatz der Gruppenkomposition ist nun, den Parameterbegriff von den Einzeltönen auf Struktureigenschaften von Tongruppen auszudehnen. Eine Tongruppe kann zum Beispiel einen kleinen oder einen großen Tonumfang haben, die Töne können alle gleich laut sein, oder jeder Ton hat seine eigene Lautstärke. Töne einer Gruppe können gleichzeitig oder nacheinander erklingen. So ergeben sich Gestaltparameter der Tongruppen, die kompositorisch auf ähnliche Weise organisiert werden, wie dies auf der Ebene der Einzeltöne stattfindet.
Ein Werk, in dem diese Kompositionstechnik besonders deutlich hörbar ist, ist das erste der Klavierstücke. (Werknummer 2, Teil 1). Stockhausen hat 1955 in einem Hörfunkprogramm des NDR eine ausführliche Anleitung zum Hören dieses Stückes gegeben.

## Werke (Auswahl)
- Nr. 2: Klavierstücke I–IV, 1952
- Nr. 3: Elektronische Studien I und II (1954)
- Nr. 6: Gruppen für drei Orchester 1955–57